# Louvre médiéval

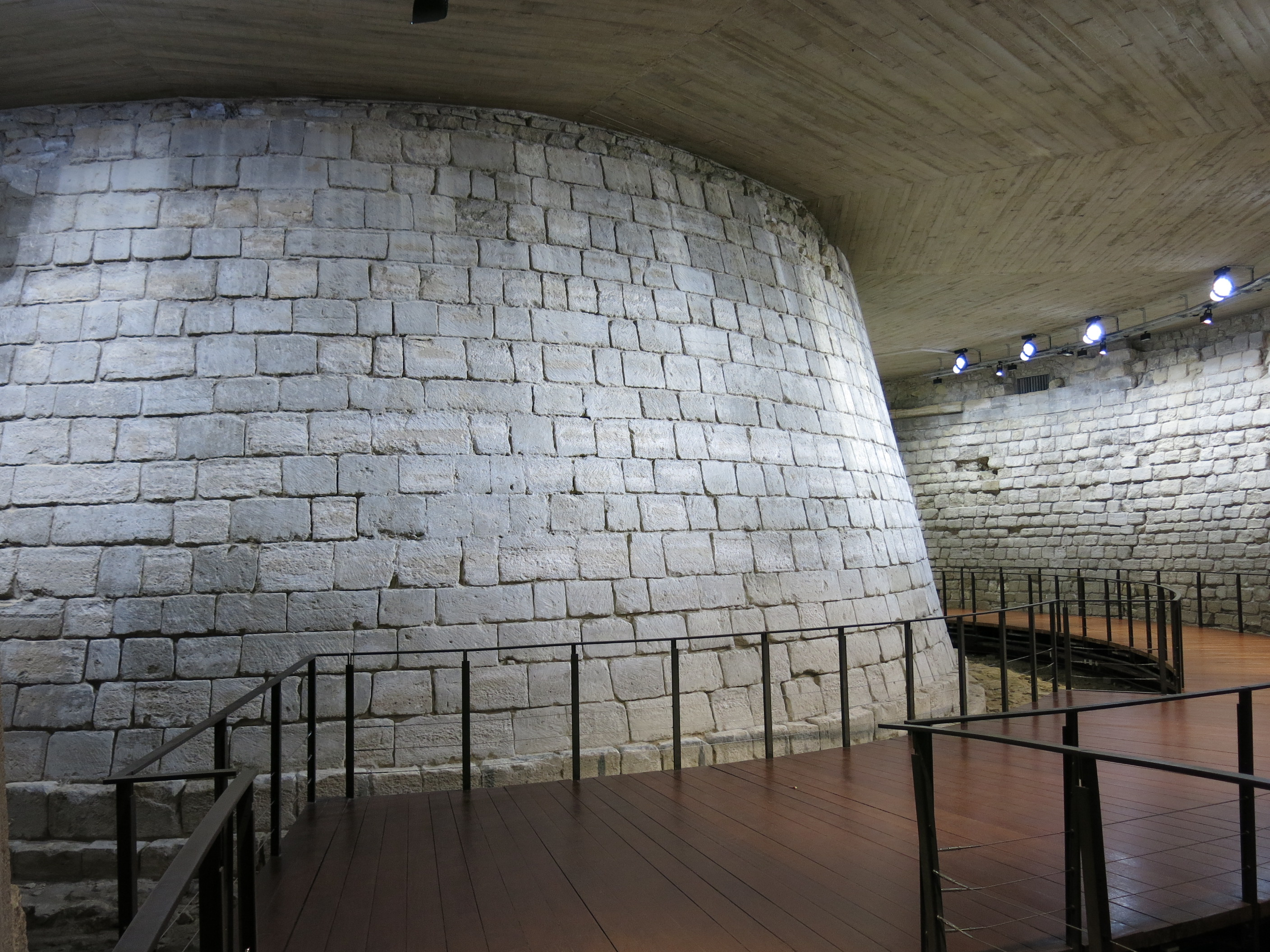
Základy donjonu.

Louvre médiéval (tj. Středověký Louvre) je jednou z částí muzea Louvre. Vznikla v roce 2016 v rámci otevření dokumentačního centra v Pavillonu de l'Horloge, který představuje dějiny Louvru. Ukazuje mj. vývoj středověkých městských hradeb v podzemí pařížského Louvru. Hradby byly objeveny při archeologickém výzkumu v letech 1991–1992 během operace Grand Louvre.

## Historie
Během rozšíření muzea Louvre v letech 1991–1992 bylo zjištěno, že základy donjonu a dvou ze čtyř středověkých hradebních zdí Louvru nebyly během přestavby hradu zničeny. Příkopy u těchto zdí byly vyčištěny a proběhl archeologický výzkum. Poté byl podklad zpevněn betonovou vrstvou v prostoru Cour carrée. 

## Prohlídkový okruh
V roce 2016 vznikla prohlídka, která má následující části:
- příkopy na úpatí severní stěny hradu Louvre
- nárožní věž mezi touto severní zdí a východní zdí, tzv. věž Taillerie
- příkopy na úpatí zdí Louvru. Obsahuje hlavní bránu s podpěrou pro padací most. Nacházela se na straně přiléhající k Paříže a v té době tvořila hlavní vstup do Louvru
- studna
- příkopy kolem donjonu
- sál Saint-Louis
- krypta Sully
- sál le Vau

Součástí prohlídky jsou modely hradu Louvru a video projekce. Louvre médiéval je první zastávkou v okruhu Pavillon de l'Horloge věnovaném dějinám Louvru.